# 昌永町
昌永町（しょうえいまち）は、石川県金沢市の地名。丁目を持たない単独町名。住居表示実施区域。

## 地理
彦三町、小橋町の中間に位置している。

### 河川
- 浅野川

## 歴史

### 旧町名の概要
上中島町・下中島町（かみ・しもなかじままち）
- 地子町

下浅野町（しもあさのまち）
- 地子町

### 沿革
- 1966年（昭和41年）9月1日 - 住居表示実施により、上中島町・下中島町・水車町・浅野町・下浅野町・浅野本町・京町の各一部から成立[4]。

## 世帯数と人口
2022年（令和4年）9月1日現在の世帯数と人口は以下の通りである。
| 町丁   | 世帯数  | 人口    |
| ------ | ------- | ------- |
| 昌永町 | 558世帯 | 1,058人 |

## 小・中学校の学区
市立小・中学校に通う場合、学区は以下の通りとなる。
| 番地 | 小学校               | 中学校             |
| ---- | -------------------- | ------------------ |
| 全域 | 金沢市立浅野町小学校 | 金沢市立鳴和中学校 |

## 交通

### 鉄道
町内に鉄道駅はない。

### バス
- 金沢ふらっとバス此花ルート　昌永町、浅野本町、京町バス停

### 道路
- 東大通り